# Morgan City (Misisipi)
Morgan City es un pueblo del Condado de Leflore, Misisipi, Estados Unidos. Según el censo de 2000 tenía una población de 305 habitantes y una densidad de población de 206.6 hab/km².

## Demografía
Según el censo de 2000, había 305 personas, 98 hogares y 77 familias residiendo en la localidad. La densidad de población era de 206,6 hab./km². Había 101 viviendas con una densidad media de 68,4 viviendas/km². El 16,39% de los habitantes eran blancos, el 83,28% afroamericanos y el 0,33% asiáticos. El 2,95% de la población eran hispanos o latinos de cualquier raza.
Según el censo, de los 98 hogares en el 41,8% había menores de 18 años, el 33,7% pertenecía a parejas casadas, el 40,8% tenía a una mujer como cabeza de familia y el 21,4% no eran familias. El 21,4% de los hogares estaba compuesto por un único individuo y el 10,2% pertenecía a alguien mayor de 65 años viviendo solo. El tamaño promedio de los hogares era de 3,11 personas y el de las familias de 3,56.
La población estaba distribuida en un 36,1% de habitantes menores de 18 años, un 11,5% entre 18 y 24 años, un 25,2% de 25 a 44, un 15,4% de 45 a 64 y un 11,8% de 65 años o mayores. La media de edad era 27 años. Por cada 100 mujeres había 78,4 hombres. Por cada 100 mujeres de 18 años o más, había 69,6 hombres.
Los ingresos medios por hogar en la localidad eran de 19.219 dólares ($) y los ingresos medios por familia eran 17.917 $. Los hombres tenían unos ingresos medios de 20.375 $ frente a los 13.929 $ para las mujeres. La renta per cápita para la ciudad era de 9.465 $. El 42,6% de la población y el 33,8% de las familias estaban por debajo del umbral de pobreza. El 48,3% de los menores de 18 años y el 50,0% de los habitantes de 65 años o más vivían por debajo del umbral de pobreza.

## Geografía
Según la Oficina del Censo de los Estados Unidos, la localidad tiene un área total de 1,5 km², todos ellos correspondientes a tierra firme.